# Pilsen (Chicago)
Pour la ville tchèque, voir Pilsen.

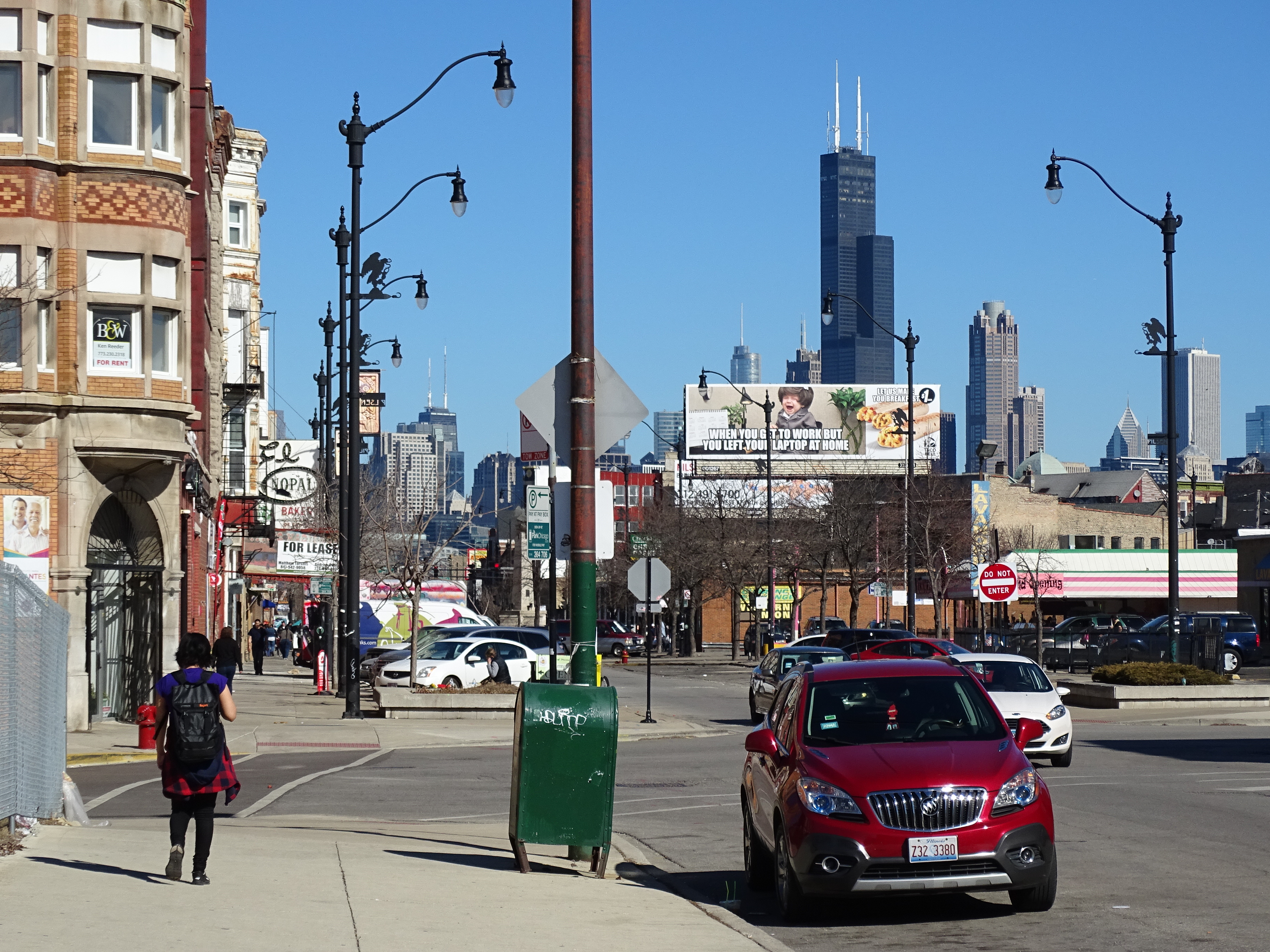
Une avenue au cœur du quartier de Pilsen.

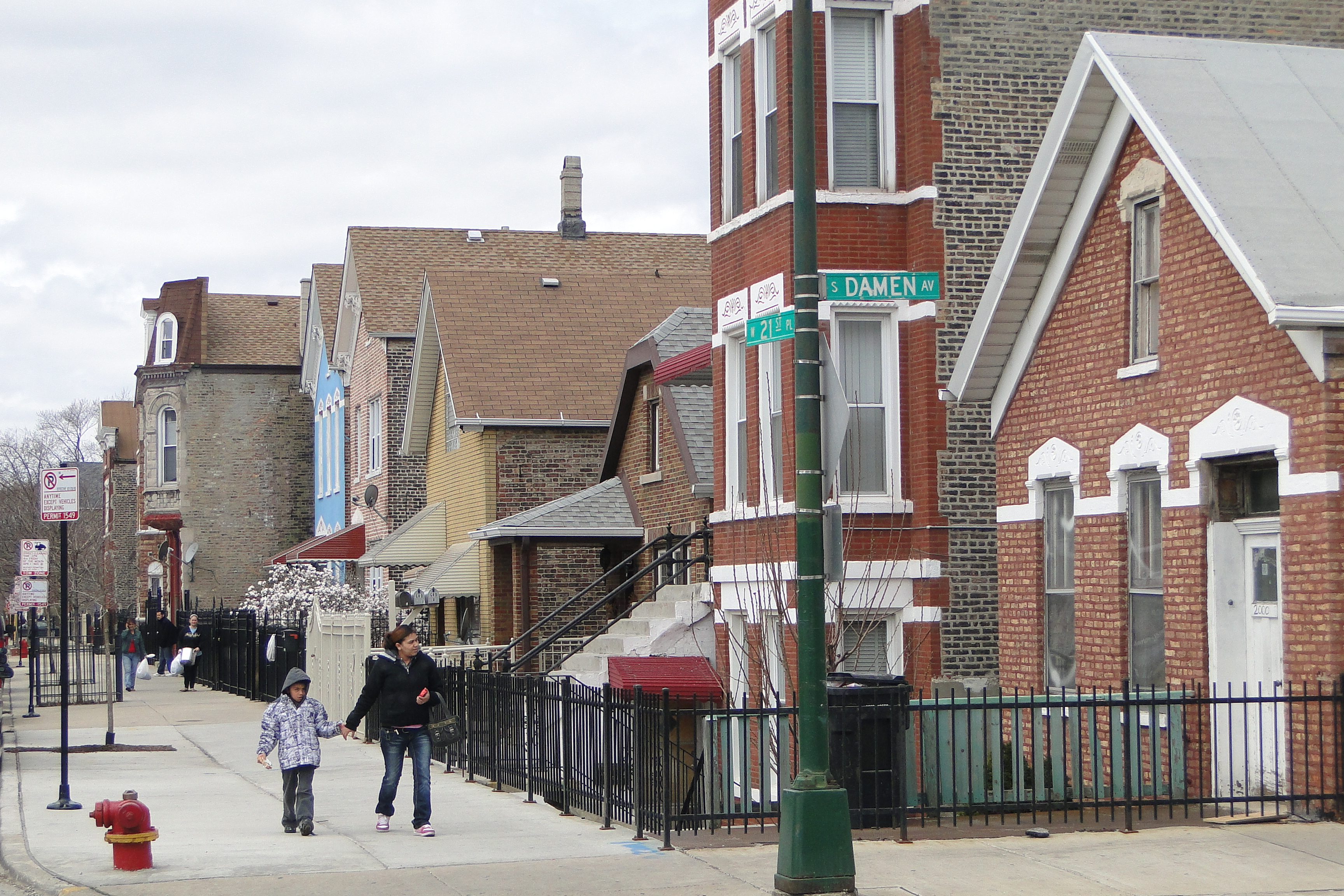
Architecture dans le quartier.

Pilsen est un quartier situé dans le secteur de Lower West Side à Chicago, aux États-Unis. Il s'agit d'un quartier à forte concentration mexicaine et se compose essentiellement de lotissements résidentiels. Il englobe environ dix blocs de Lower West Side. Le quartier continue de servir de port de débarquement pour les immigrés légaux et les immigrés clandestins, la plupart du temps de descendance mexicaine. Beaucoup d'européens originaires de l'est, ne parlant pas un seul mot d'anglais, résident dans le quartier de Pilsen. Dans ce quartier se trouve le musée national d'art mexicain (National Museum of Mexican Art).
À la fin du XIXe siècle, Pilsen était habité par les immigrés tchèques qui ont appelé le secteur « Plzeň », du nom de la quatrième plus grande ville de ce qui est aujourd'hui la République tchèque. La population inclut également d'autres groupes ethniques de l'empire austro-hongrois comprenant des Slovaques, des Slovènes, des Croates, des Bosniens, des Serbes, des Hongrois et des Autrichiens, aussi bien que des immigrés polonais, estoniens, lettons et lituaniens. Plusieurs des immigrés ont travaillé dans les parcs industriels et les usines environnantes.
Comme dans de nombreux quartiers américains du début du XXe siècle, Pilsen était à la fois habité par les riches et par les pauvres, les travailleurs d'usines vivaient parmi des hommes d'affaires tous basé sur les appartenances ethniques, pour la plupart de la descendance slave qui n'étaient pas aisément bienvenus dans certains secteurs de la ville.

## Éducation
- Benito Juarez Community Academy